# 許斯·希丁克
许斯·希丁克（荷蘭語：Guus Hiddink，發音：[ˈɣys ˈɦɪdɪŋk] ⓘ；1946年11月8日—），是一名荷蘭足球教練。

## 球員生涯
球員時代的希丁克，除PSV燕豪芬外都只是效力一些荷蘭小球會，也甚少入選國家隊。職業生涯晚期曾有一段時間到美國聯賽，但很快便回到荷蘭球會效力。

## 執教生涯
退役後希丁克曾擔任過PSV燕豪芬助教數年，之後還執掌一些球會，如西甲的華倫西亞以至超級球會皇家馬德里，不過都是以被炒告終。1999年執掌西班牙另一支球會皇家貝迪斯，也是遭到同一結果。
很多人熟知希丁克，是因為他曾帶領多隊國家隊參與世界盃。成績方面相當驕人，除了成功帶領荷蘭和韓國取得殿軍外，更帶領澳大利亞32年來首次打入世界盃，並在不被看好下打入十六強，僅敗於意大利。2004年希丁克与大连实德队，传出绯闻，最终希丁克于大连实德队擦肩而过。2002-05年間他重返荷蘭回到舊東家PSV燕豪芬，也成功協助該支班霸贏得多屆荷甲聯賽冠軍（2002-03、2004-05、2005-06）。希丁克秉承了荷蘭足球的風格，強調進攻，能在形勢落後下加強攻力，因此往往能取得驕人的成績，而令其在體育界有著「魔法師」的稱號。
2006年世界盃後希丁克接下了俄羅斯的帥印，成功協助俄羅斯打入2008年歐洲國家盃決賽週，並在八強賽帶領俄羅斯擊敗其祖國荷蘭晉級四強。在擊退荷蘭賽前，90％的荷蘭球迷表示，即使俄羅斯打敗荷蘭，將並不會怪罪希丁克，但當事實成真後，其家人立即遭到部份激進荷蘭球迷的死亡威脅。時任俄羅斯總統德米特裡·梅德韋傑夫表示如希丁克在家鄉荷蘭的人身安全陷入困境，可獲特准入籍俄國。在四強賽中，俄羅斯二度敗給西班牙，結束歐國之旅。當時俄國媒體極關注其續約問題，傳出中國球迷要求其足協延攬希丁克，被訪問的希丁克則表示無此考慮。
希丁克常受多家英超球會的斟介，其中2005-06年球季首幾個月曼聯聯賽一度失利時，就有報道指球會打算以希丁克取代費格遜的位置；而英超車路士也一度欲延攬希丁克為該會領隊。
2009年2月11日，經過俄羅斯足總的同意保留原國家隊教練職位下，希丁克接替被辭退的車路士主教練史高拉利，兼任英格蘭球會車路士隊的臨時領隊，雙方短期合約到2008-2009年球季結束。
2010年2月13日，俄羅斯國家足球隊領隊希丁克稱其合約於6月30日完結後會離任領隊職位。
2010年2月17日，土耳其足球總會宣佈希丁克將於8月1日開始請接掌土耳其國家足球隊領隊一職，合約為期兩年，足總有選擇權延長多兩年。
2011年11月16日，於土耳其國家足球隊未能晉身2012年欧洲足球锦标赛決賽週後，土耳其足球總會與希丁克雙方達成協議提早解約。
2012年2月17日，俄超球會安捷宣佈希丁克為新任領隊至2012/13球季結朿。
2013年7月22日，希丁克向俄超球會安捷辭任領隊職位。
北京时间2014年8月1日，荷兰足协举行新闻发布会，宣布希丁克出任荷兰国家队新主帅。
2015年12月19日，希丁克接掌摩連奴成為車路士領隊，任命至季尾。
2018年9月10日，中国足协官方宣布希丁克正式出任中国U21国家队主教练，但因成绩不佳于翌年9月被解雇。